# 일본의 록 음악

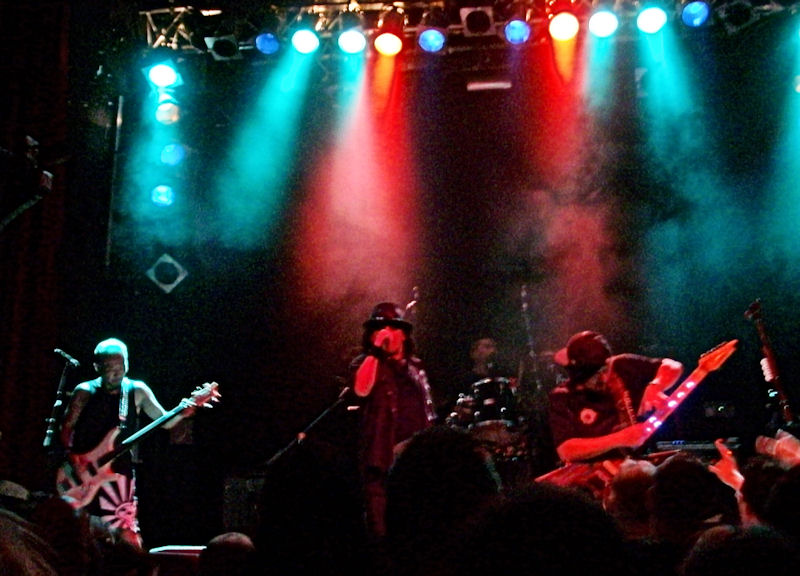

일본의 록 음악은 일본에서 만들어져 불리는 록 음악이며, 통칭 ‘J-rock’이라고 불린다.

## 호칭
1990년대에 대형 음악 제작 회사 Being을 중심으로 영리 목적으로 ‘J-rock’이라는 명칭을 사용하고 있지만, ‘J-POP’과는 달리 일본 내에서는 그다지 많이 쓰이지 않는다. 일본을 제외한 다른 나라에는 퍼져있지만, 일본에서는 Being 계열 또는 그에 맞는 연예인을 중심으로 알려져 있기 때문에, 본래의 "일본의 록 음악"이라는 의미는 매우 다르다.

## 같이 보기
- J-pop
- 일본 음악